# Sang Lee

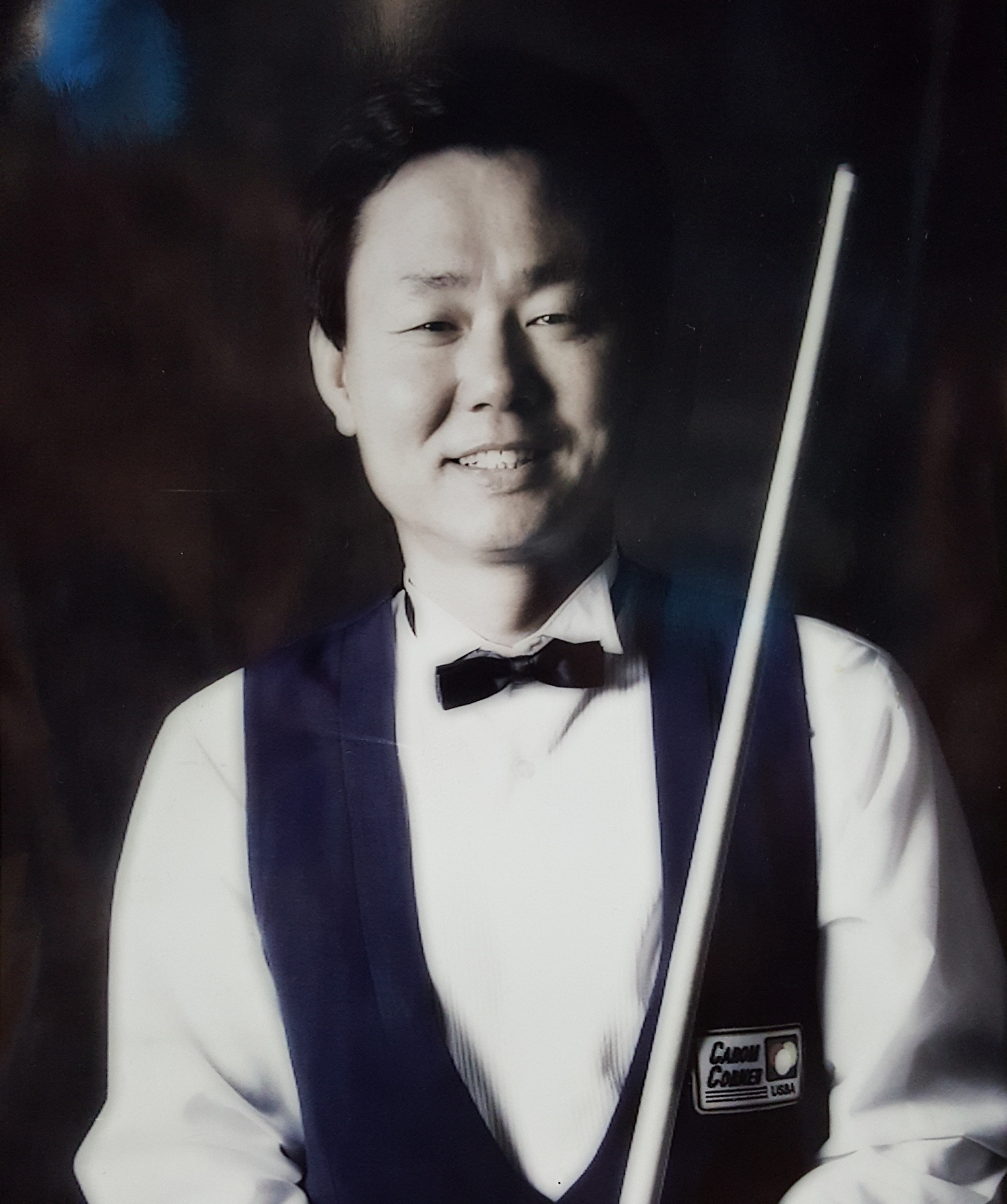

Sang Chun Lee (Zuid-Korea, 15 januari 1954 - Zuid-Korea, 19 oktober 2004 was een Zuid-Koreaans carambolebiljarter die in het driebanden tot de wereldtop behoorde. In 1978 werd hij voor de eerste (van in totaal tien) maal Zuid-Koreaans kampioen in het driebanden.
In 1987 emigreerde hij naar de Verenigde Staten om daar het biljarten populair te maken ('I want to make billiards beautiful in America') en om een gezin te stichten. Van 1990 t/m 2001 won hij onafgebroken het Amerikaanse driebandenkampioenschap. Hij won vijf toernooien van de wereldbeker driebanden (BWA) en in 1993 het kampioenschap van die profbond. In een partij met handicap (Sang Lee speelde regelmatig tot 70 of 80 caramboles, waar zijn tegenstanders er maar 25 of 30 hoefden te maken), produceerde hij ooit opeenvolgende series van 19,11,9 en 11. Omdat het geen officiële, gearbitreerde wedstrijd tot 50 was, is deze prestatie nooit als wereldrecord erkend.
In 2000 opende hij samen met collega biljarter en zakenpartner Michael Kang het Carom Café Billiards in de New Yorkse wijk Flushing, een van de grootste carambolebiljartzalen ter wereld. In 2003 keerde hij terug naar Zuid-Korea om daar een spelersvereniging op te richten en om voorzitter te worden van de Zuid-Koreaanse biljartbond. Na zijn overlijden (aan maagkanker) wordt ter nagedachtenis aan hem in Carom Café Billiards jaarlijks de Sang Lee Memorial georganiseerd.